# Wechselgang

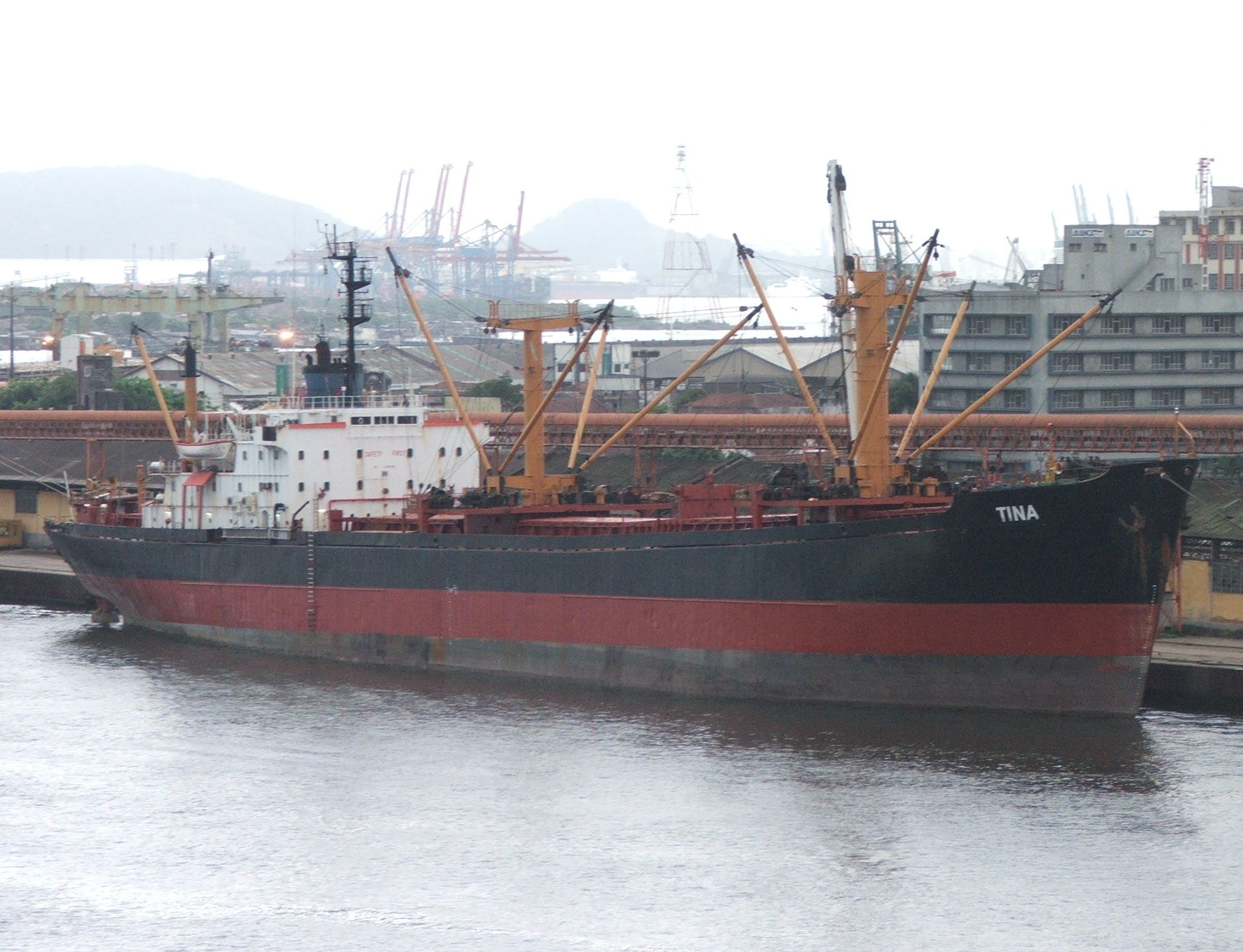
Boottopbereich (hellrot) in der Seitenansicht eines Schiffes

Der Wechselgang, auch Tiefladelinie oder englisch boot topping genannt, ist der Wasserlinienbereich des Schiffsrumpfes eines Seeschiffs, der bei leerem Schiff ausgetaucht und bei beladenem Schiff eingetaucht ist. Dieser Bereich wird zum einen mechanisch stark beansprucht, ist aber zusätzlich noch dem wechselnden Angriff von Seewasser und Sauerstoff ausgesetzt und wird daher bei vielen Schiffen mit einer besonderen Boottop-Farbe abgesetzt, welche außer den allgemeinen korrosionsschützenden Eigenschaften eines Außenbordsanstrichs die bewuchshemmenden Eigenschaften des Unterwasseranstrichs mit den ästhetischen Ansprüchen an einen Überwasseranstrich verbindet.